# Turkestánský hřbet
Turkestánský hřbet (rusky Туркестанский хребет) je horský hřeben ve střední Asii náležící do horské soustavy Pamiro-Alaje. Na východě začíná v Matčinském horském uzlu, probíhá po hranici Kyrgyzstánu a Tádžikistánu, na západě pak zaniká v uzbeckých pouštích nad městem Samarkand. Jeho délka je přibližně 350 km, nejvyšším vrcholem je Pik Skalistyj (5621 m n. m.).

## Geografie
Turkestánský hřbet je ze severu výrazně ohraničen Ferganskou kotlinou, neméně znatelná je i jeho jižní hranice – tvoří ji řeka Zeravšan, která jej odděluje od jižního souseda Zeravšanského hřbetu. Na východě počíná svou existenci v monumentálním Matčinském horském uzlu, jehož středobodem je Pik Igla (4730 m n. m.), odtud pak sleduje striktně východo-západní směr a po jeho vrcholcích probíhá kyrgyzsko-tádžická státní hranice. Na západ pokračuje značně zaledněnou oblastí. Největší je mohutný Zeravšanský ledovec o délce 25 km a ploše 126 km2, zdrojnice řeky Zeravšan. Dalšími velkými ledovci jsou ledovce Ščurovského nebo Kšemiš. Nad ledovcem Kšemiš se nachází i nejvyšší hora celého horstva – Pik Skalistyj (5621 m n. m.) – a další vrcholy překonávající nadmořskou výšku 5000 metrů (pik Boec 5398 m n. m., Kšemiš-Baši 5290 m n. m.). Dále na západ pak zalednění ustupuje, vzrůstá ovšem počet mohutných granitových věží. Jejich koncentrace je nejvyšší v oblasti doliny Karavšin (pik Pyramidalnyj 5510 m n. m., pik 4810, pik Slesova, pik 1000 let ruského křesťanství, pik Asan atd.), a v okolí piků Ak-su (5355 m n. m.) a Sabach (5282 m n. m.). Ve směru od východu je posledním vrcholem převyšujícím 5000 metrů Pik Aknukur (5101 m n. m.), za ním se hřeben postupně snižuje, opouští kyrgyzsko-tádžickou hranici a zcela vstupuje na území Tádžikistánu. V sedle Šachristan (3378 m n. m.) ho protíná silnice spojující dvě největší tádžická města – Dušanbe a Chudžand. Za ním tvoří hřeben hranici mezi Uzbekistánem a Tádžikistánem. A na této hranici také Turkestánský hřbet zaniká, a to nedaleko výtoku řeky Zeravšan z Tádžikistánu do Uzbekistánu na východ od historického města Samarkand.